# Víctor Coto Ortega
Víctor Miguel Coto Ortega (Limón, 29 de septiembre de 1990) es un futbolista costarricense con nacionalidad italiana. Juega de delantero y su club actual es Asociación Deportiva San Carlos de Costa Rica.

## Carrera
Comenzó su carrera en Malta en 2008 con 18 años, jugando para el Sliema Wanderers. Permaneció allí hasta el año 2009. En junio de 2011, Víctor se trasladó a la Argentina para formar parte del plantel de Gimnasia de Jujuy, club en el cual no será tenido en cuenta de cara al 2012.

## Clubes
| Club                            | País       | Año           |
| ------------------------------- | ---------- | ------------- |
| Ariccia Calcio                  | Italia     | 2001 - 2002   |
| Saprissa (u-15)                 | Costa Rica | 2003 - 2004   |
| Cisco Roma                      | Italia     | 2005 - 2006   |
| Vigor Perconti                  | Italia     | 2006 - 2007   |
| Sliema Wanderers                | Malta      | 2008 - 2009   |
| San Cesareo                     | Italia     | 2009 - 2010   |
| Gimnasia y Esgrima              | Argentina  | 2010          |
| Zeyar Shwe Myay                 | Birmania   | 2012          |
| Persijao Jepara                 | Indonesia  | 2012          |
| Universidad de Costa Rica       | Costa Rica | 2013 - 2015   |
| Zeyar Shwe Myay                 | Birmania   | 2015 - 2017   |
| Geylang International           | Singapur   | 2017 - 2022   |
| Asociación Deportiva San Carlos | Costa Rica | 2022 - Act. - |